# Paul Atréides
Paul Atréides (Paul Atreides en version originale) est un personnage de fiction issu du cycle de Dune de l'écrivain Frank Herbert. Il est le personnage principal des deux premiers romans du cycle, Dune et Le Messie de Dune, et un personnage secondaire dans le troisième, Les Enfants de Dune. Son héritage continue à jouer un rôle crucial dans les tomes ultérieurs.
Héritier de la Maison Atréides, Paul est âgé de quinze ans lorsque son père, le duc Leto Atréides est tué par les Harkonnen, ennemis jurés de sa famille. Il doit s'enfuir dans le désert d'Arrakis, où il est recueilli par les Fremen, le peuple autochtone. Grâce à l'Épice, il amplifie ses dons latents de prescience et devient le leader des Fremen dans un conflit qui l'amènera, après avoir vaincu ses ennemis, à devenir Empereur de l'univers connu, lançant ses légions Fremen à l'assaut de la galaxie dans un jihad sanguinaire.
Durant ses douze années de règne, il s'efforce de diriger l'humanité vers une voie ne conduisant pas à la stagnation et à la destruction. Frappé de cécité à la suite d'un attentat à l'arme atomique, il abdique et part seul dans le désert, en accord avec la tradition fremen. Revenu des années plus tard sous les traits d'un vieux prêcheur, il meurt poignardé lors d'une émeute devant son ancien palais.
Pour de nombreux commentateurs, le parcours de Paul Atréides est largement inspiré de celui de Mahomet. Lawrence d'Arabie est également cité comme source d'inspiration.

## Biographie

### DansDune

#### Origines
Paul Atréides est le fils du duc Leto Atréides et de sa concubine Bene Gesserit, dame Jessica.  Quand dame Jessica tombe amoureuse de Leto, il lui est ordonné d'engendrer une fille afin de continuer le plan de sélection génétique des Sœurs du Bene Gesserit. Mais, par amour pour Leto, elle enfante un garçon, désobéissant ainsi à ses sœurs. Le jeune Paul est élevé selon les méthodes spéciales de son ordre (la « Manière » Bene Gesserit), Jessica lui enseignant ces techniques secrètes, l'« Art étrange », ce qui le sauvera plus tard (notamment lors de la tentative d'assassinat contre Paul par les Harkonnen dans le palais d'Arrakeen, ou lorsque Paul découvrira des espions Sardaukar infiltrés dans son sietch dans le désert).
Au début du roman Dune, Paul, tout juste adolescent, vit sur Caladan, la planète d’origine et la source de l’influence de la Maison Atréides. Quand son père le duc Leto reçoit en fief la planète Arrakis (appelée « Dune » par ses habitants), par ordre de l’empereur Padishah Shaddam IV, Paul suit sa famille sur Dune. Bien que très jeune, il prend alors part aux intrigues politiques complexes des Grandes Maisons aux côtés de son père et de sa mère Jessica.
Quelques jours avant le départ de Caladan vers Arrakis, Gaius Helen Mohiam, une Révérende Mère de haut rang du Bene Gesserit lui fait subir le test du gom jabbar, une épreuve d’endurance à la douleur physique visant à tester son humanité. Paul réussit le test, mais se souviendra pendant longtemps de cette épreuve, notamment quand plus tard il imposera sa volonté à la vieille Révérende Mère et à l’Empire tout entier. Du fait de ses dons (rêves prescients et Mentat potentiel), le Bene Gesserit décèle en lui les prédispositions d'un possible Kwisatz Haderach, l'aboutissement ultime du programme génétique des Sœurs. La Révérende Mère Mohiam et les Sœurs de l'Ordre émettent cependant des réserves, car leurs plans prévoyaient que le Kwisatz Haderach devait apparaître avec l’enfant conçu par Feyd-Rautha Harkonnen (le neveu du baron Harkonnen) et la fille que Jessica était censée donner au duc Leto au lieu de Paul.
Après l’assassinat de son père sur Arrakis, lors de l'attaque surprise des Harkonnen avec la complicité de Shaddam IV et de ses Sardaukar, Paul se réfugie avec sa mère dans le désert, chez les Fremen. Là, il sera accepté par Stilgar, le chef du Sietch Tabr. Paul prend pour le Sietch Tabr le nom secret d’Usul, signifiant « la force de la base du pilier », et comme nom de guerre Muad'Dib, la « souris du désert », dont la silhouette apparaît dans les motifs qui se dessinent à la surface de la seconde lune de Dune. Il affirme ses dons de Mentat et commence à manifester ses dons de prescience.
Muad'Dib, la « souris du désert », devient peu à peu le Mahdi (guide) et le chef des Fremen dans leur guerre contre les Harkonnen sur Dune, car pour eux il est le messie tant attendu désigné par les prophéties, qui les emmènera vers le Jihad (la guerre sainte) et la liberté.

#### De Paul Atréides à Muad'Dib
Devenu un Fremen à part entière, Paul retrouve par hasard le soldat Gurney Halleck, l'un de ses anciens mentor et ami qui se cachait dans le désert après la ruine de la Maison Atréides. Croyant celle-ci exterminée, Gurney le « guerrier-troubadour » avait pris la tête d'un groupe de contrebandiers, récoltant l’Épice dans le désert profond pour ses nouveaux maîtres. Retournant immédiatement au service de son ancien disciple, maintenant le nouveau duc et héritier de la Maison Atréides, il consolidera avec Stilgar la puissance de Paul Muad'Dib et de ses guerriers Fremen, l'assistant dans sa croisade pour la vengeance et la reconquête de Dune face aux Harkonnen.
Muad'Dib, à la tête de ses troupes Fremen (notamment sa garde d’élite Fedaykin) va de victoires en victoires face aux soldats Harkonnen, usant de tactiques innovantes et de plans audacieux (conçus grâce à son éducation militaire et renforcées par ses capacités Mentat et son don de prescience) pour affaiblir Glossu Rabban, le gouverneur planétaire mis en place par le baron Vladimir Harkonnen et chargé de rançonner la planète ; grâce à ses victoires, Paul force bientôt Rabban à rester terré dans les limites de la cité d'Arrakeen, les Fremen contrôlant maintenant tout le désert d'Arrakis.
Paul, prenant finalement le dessus sur les Harkonnen, attire par voie de conséquence l’empereur Shaddam IV sur Dune. Ce dernier, souhaitant régler par lui-même la gestion Harkonnen défaillante du fief d’Arrakis, et voulant écraser cette rébellion fremen qu'il méprise ouvertement, débarque sur la planète à la tête de son imposante armée Sardaukar et de ses courtisans innombrables. Bien que Paul perde son premier fils, né de sa concubine fremen Chani, après une attaque-surprise des Sardaukar sur le Sietch Fremen loin au sud où Chani et son enfant étaient réfugiés, le piège de Paul se referme sur l'empereur. Profitant d'une tempête Coriolis qui cloue les forces ennemies au sol, Paul fait immobiliser le vaisseau impérial et attaque Arrakeen, ses troupes chargeant en utilisant les vers géants du désert comme montures, et submergent bientôt les Harkonnen alliés aux Sardaukar.
Capturé, son armée en déroute et son vaisseau détruit, Shaddam IV est alors à la merci de Paul. Après avoir mandaté Feyd-Rautha Harkonnen pour affronter Paul en combat singulier (combat remporté par Paul), l'empereur est contraint d'accepter le mariage de Paul avec sa fille, la princesse Irulan. Paul utilise ce mariage pour reprendre son pouvoir de façon légitime et, ainsi, accéder au trône du Lion, devenant donc empereur. Marié à Irulan, Paul prévient toutefois la princesse Corrino qu’elle n’est qu'un instrument de son pouvoir politique et qu’elle ne doit pas s'attendre à une quelconque marque d'affection. Seule Chani, la concubine fremen de Paul, portera ses enfants et recevra son amour.
Durant sa reconquête du pouvoir, et malgré les victoires qui s'enchaînent, Paul cherchera à tout prix à éviter que le Jihad, qu’il prévoit grâce à ses dons, ne s'étende dans tout l'univers. Il finira cependant par comprendre que c'est inévitable, car cela fait partie de son destin. Devenu empereur, ses légions Fremen se lancent alors à la conquête de la multitude des planètes de l'Imperium et feront flotter la bannière verte et noire des Atréides sur tous les mondes de l'univers connu qu'ils ravageront.

### DansLe Messie de Dune
L'empereur Paul Atréides, après douze ans de règne sans partage sur l'Imperium, a enfin deux enfants, des jumeaux, de sa concubine fremen Chani : un fils, Leto (portant le même prénom que son premier fils mort brutalement, et que celui de son propre père), et une fille, Ghanima. Mais Chani meurt à la naissance des jumeaux. Paul, qui est devenu aveugle à cause des radiations d’un brûle-pierre utilisé contre lui lors d’un attentat, part seul dans le désert selon la tradition Fremen. La régence est assumée par sa sœur et tante des jumeaux, Alia.

### DansLes Enfants de Dune
Dans Les Enfants de Dune, Paul réapparait sous la forme méconnaissable du Prêcheur, appelant à la révolte dans la capitale d'Arrakeen contre les excès du culte lié à sa personne et des méfaits causés par sa sœur Alia, qui a succombé à la présence intérieure dans son esprit de son grand-père, le baron Vladimir Harkonnen, qui la manipule pour mieux détruire la Maison Atréides. Après avoir été retrouvé par son fils Leto, qui est recouvert de la peau de la truite des sables, lui donnant des pouvoirs dépassant les siens, Paul est finalement tué, après un ultime prêche devant le palais d'Alia à Arrakeen. Leto reprend alors le pouvoir des mains d’Alia, la forçant à se suicider.
Son fils Leto poursuivra son œuvre et sa vision, avec le Sentier d'Or, devenant l'Empereur-Dieu Leto II.

## Œuvres dérivées
Dans le préquel La Maison Corrino (écrit postérieurement à l’œuvre originale de Frank Herbert), il est dit qu’il reçoit son premier prénom de son grand-père paternel, Paulus Atréides, et le second, Oreste, du mythe d’Agamemnon, le fondement de la Maison Atréides (les Atrides).
Paul, né sur la planète Kaitain dans le palais de l'empereur Shaddam IV, manque d’être assassiné par le premier ghola, Piter de Vries, le Mentat-assassin du baron Vladimir Harkonnen. Il est sauvé par l’intervention de l’impératrice Anirul, qui le paye de sa vie.[réf. nécessaire]
Dans Les Chasseurs de Dune et Le Triomphe de Dune, de Kevin J. Anderson et Brian Herbert, Paul Atréides revient en tant que ghola dans le non-vaisseau de Duncan Idaho et Sheana, cherchant à échapper au mystérieux ennemi, à l’issue du Sentier d'Or.

## Analyse
Le commentateur égypto-canadien Khalid M. Baheyeldin a énuméré les concepts et les références islamiques apparaissant dans Dune, au point de trouver de multiples similitudes entre le parcours de Paul Atréides et celle du prophète Mahomet. Au-delà de la ressemblance générale évidente – tous deux ont fondé une nouvelle religion puissante, incitant les habitants du désert, à renverser un ancien empire pour en construire un nouveau –, plusieurs observateurs ont relevé des similitudes,.
Le journaliste Lloyd Chéry confirme cette comparaison dans Le Figaro, en citant également Lawrence d'Arabie comme source d'inspiration pour l'auteur.
L'affrontement Atreides / Harkonnen correspond à un schéma classique d'affrontement est/ouest de l'époque de la guerre froide.
La planete Arrakis, ressemble phonétiquement à "Arabie". Elle y ressemble d'ailleurs : desert, chaleur écrasante, bédouin du futur nommé freemen, schéma religieux prophétique...
Mais le point le plus important c'est l'épice : l'épice qu'on trouve sur Dune permet de se déplacer dans l'espace ( On l'appelle d'ailleurs le mélange ) comme le pétrole permet de se déplacer sur terre.
C'est donc bien une géopolitique du pétrole - transposée dans le futur - qu'on retrouve dans le 1er Dune.
Les livres suivants vont plutôt vers le space opera.
Le Laandsrad n'est pas sans rapeller l'ONU et les grandes maisons sont des grands feodaux correspondant aux grandes puissances actuelles.
L'empereur, proclamé tout puissant, ne se relève au final être une grand maison comme les autres, qui doit composer avec les autres , 
rappelant par le système politique du saint empire romain germanique 
Quand aux diverses organisations humaines non etatiques : Mentat, Bene Gesserit, Navigateurs de la guilde... elles ne sont pas sans rappeler les puissantes institutions indépendantes de l'époque féodale ( église, guilde, ordre chevalier, ...)
La notion de croisade de djihad, de guerre sainte est récurrente dans l'oeuvre.
C'est donc aussi un monde féodal transposé dans le futur que décrit Franck Herbert.
Paul Atriedes., balaiera ce système feodal pour y imposer à la fois son pouvoir personnel, sa religion sa centralisation, se hissant à la hauteur des grands bâtisseurs d'empire.

## Interprètes

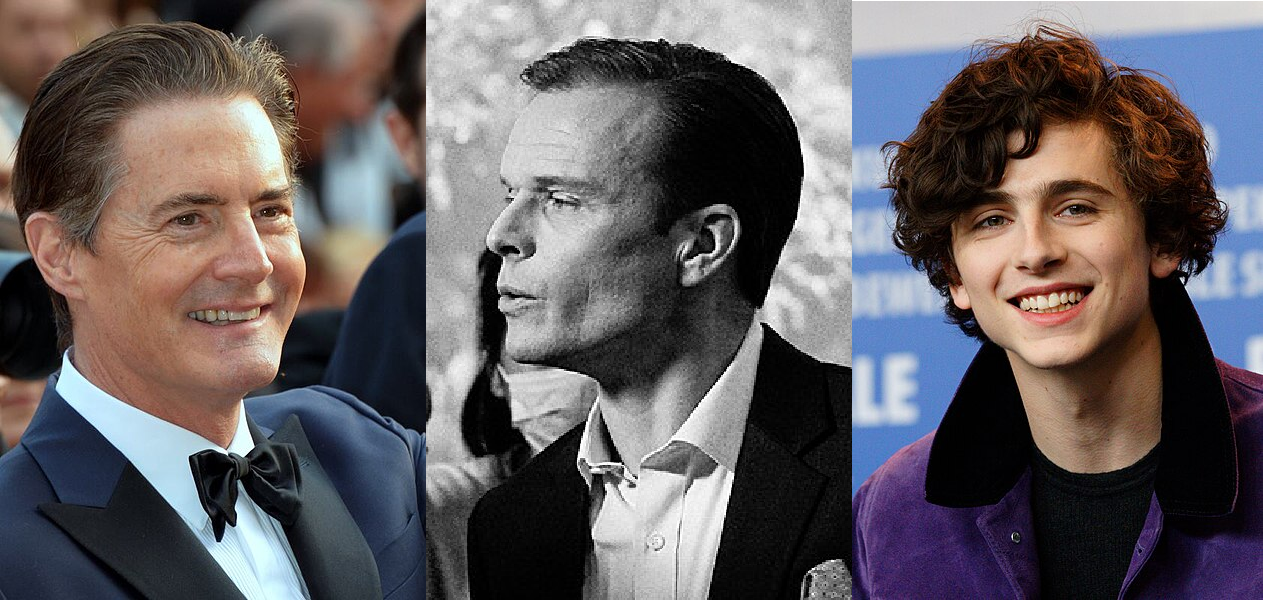
Kyle MacLachlan, Alec Newman et Timothée Chalamet, les acteurs successifs ayant interprété le personnage de Paul Atréides au cinéma ou à la télévision.

Au cinéma, le personnage de Paul Atréides est interprété tout d'abord par l'acteur Kyle MacLachlan dans le film Dune (1984) de David Lynch.
Il est ensuite  interprété par Alec Newman dans la mini-série Dune (2000) et sa suite Les Enfants de Dune (2003).
Dans la nouvelle adaptation, Dune (2021) de Denis Villeneuve, le personnage est interprété par Timothée Chalamet.